# Katowice Muchowiec
Katowice Muchowiec – stacja kolejowa w Katowicach Muchowcu, w województwie śląskim, w Polsce.